# Revenge (Eurythmics)
Revenge è un album degli Eurythmics, pubblicato nel 1986.
Il brano Thorn in My Side veniva usato in Italia, tra la fine degli anni 90 e gli inizi dei 2000, come tema musicale del ciclo dei film di Canale 5 dopo la sigla di chiusura dell'edizione di mezzasera del TG5, e, in alcuni casi, anche prima della sigla di apertura dell'edizione straordinaria del telegiornale.

## Tracce
1. Missionary Man – 4:40 (Lennox, Stewart)
2. Thorn in My Side – 4:15 (Lennox, Stewart)
3. When Tomorrow Comes – 4:18 (Lennox, Seymour, Stewart)
4. The Last Time – 4:10 (Lennox, Stewart)
5. The Miracle of Love – 5:04 (Lennox, Stewart)
6. Let's Go – 4:08 (Lennox, Stewart)
7. Take Your Pain Away – 4:30 (Lennox, Stewart)
8. A Little of You – 3:53 (Lennox, Stewart)
9. In This Town – 3:44 (Lennox, Stewart)
10. I Remember You – 5:00 (Lennox, Stewart)
11. When Tomorrow Comes (Extended Remix) – 6:35 (Lennox, Seymour, Stewart)

### Tracce bonus dell'edizione 2005
1. When Tomorrow Comes (Extended Version) – 6:36
2. Thorn in My Side (Extended Version) – 6:54
3. Missionary Man (Extended Version) – 6:50
4. When Tomorrow Comes (Live Acoustic Version, Rome 27 Oct 89) – 3:19
5. Revenge (2") – 5:40
6. My Guy – 1:56

## Classifiche

### Classifiche settimanali
| Classifica (1986/87) | Posizione massima |
| -------------------- | ----------------- |
| Australia            | 2                 |
| Austria              | 6                 |
| Canada               | 4                 |
| Finlandia            | 2                 |
| Francia              | 12                |
| Germania             | 5                 |
| Italia               | 10                |
| Norvegia             | 1                 |
| Nuova Zelanda        | 1                 |
| Paesi Bassi          | 3                 |
| Regno Unito          | 3                 |
| Stati Uniti          | 12                |
| Svezia               | 1                 |
| Svizzera             | 7                 |

### Classifiche di fine anno
| Classifica (1986) | Posizione |
| ----------------- | --------- |
| Australia         | 5         |
| Austria           | 25        |
| Canada            | 14        |
| Germania          | 30        |
| Italia            | 35        |
| Nuova Zelanda     | 13        |
| Paesi Bassi       | 34        |
| Regno Unito       | 10        |
| Svizzera          | 11        |
| Classifica (1987) | Posizione |
| Australia         | 7         |
| Nuova Zelanda     | 4         |

### Classifiche di fine decennio
| Classifica (1980-89) | Posizione |
| -------------------- | --------- |
| Australia            | 13        |